# (34514) 2000 SQ180
2000 SQ180 (asteroide 34514) é um asteroide da cintura principal. Possui uma excentricidade de 0.24526800 e uma inclinação de 6.15156º.
Este asteroide foi descoberto no dia 28 de setembro de 2000 por LINEAR em Socorro.